# Hans Hansen Kaad
Hans Hansen Kaad (* 28. August 1891 in Lamberg; † 25. Oktober 1964 in Guderup) war ein deutscher Tierarzt.

## Leben und Wirken
Hans Hansen Kaad hatte einen gleichnamigen Vater (1864–1902), der mit Christine Marie, geborene Brock (1865–1946) verheiratet war. Vorfahren der Bauernfamilie lebten auf Alsen und im Sundewitt. Er besuchte die Volksschule in Augustenburg und die Oberrealschule in Sonderburg, die er 1912 mit dem Abitur verließ. Danach studierte er Tiermedizin an den Tierärztlichen Hochschulen in Hannover und Dresden. Nach der Promotion zum Dr. med. studierte er ein Semester Humanmedizin an der Universität Kiel und musste das Studium aufgrund des Ausbruchs des Ersten Weltkriegs abbrechen.
Von 1915 bis 1918 leistete Kaad Kriegsdienst. Dabei leitete er ein Lazarett für Pferde und sammelte umfangreiche Erfahrungen und führte zahlreiche Operationen durch. Nach dem Staatsexamen 1919 arbeitete er in Guderup als niedergelassener Tierarzt. 1915 eröffnete er eine selbst entworfene und konstruierte Pferdeklinik mit Operationstisch, mit der er in Deutschland und Dänemark bekannt wurde. Er bildete sich regelmäßig in Hannover und ab 1920 in Kopenhagen weiter. 
Kaad erhielt kontinuierlich Bewerbungen von angehenden Tierärzten der dänischen Veterinär-Hochschule, die sich hier als Assistenten weiterbildeten. Da er in Deutschland ausgebildet und als deutschgesinnt galt, erhielt er nach Ende des Zweiten Weltkriegs für ein Jahr keine berufliche Beihilfe, wodurch er größtenteils isoliert war. Hinzu kamen strukturelle Änderungen in der landwirtschaftlichen Nutzung von Tieren, aufgrund derer er die Praxis mehrfach neu ausrichten musste.
Neben eigenen Studien betreute Kaad in seiner Freizeit in Nordschleswig lebende deutsche Studenten, die eine dänische Universität besuchten. Kaad half ihnen, das dänische Staatsexamen abzulegen. Dafür gründete er einen von ihm geleiteten Akademischen Freundeskreis und einen Alt-Herren-Verband. Diese unterstützten die „Verbindung der Schleswigschen Studenten“ (VSSt) an der Universität Kopenhagen und hielten die Beziehungen zu Nordschleswig aufrecht.
Kaad war verheiratet mit Gertrud Matthiesen (* 1889). Das Ehepaar hatte den Sohn Hans, der die väterliche Praxis weiterführte, und zwei Töchter.